# Alexela Korvpalli Meistriliiga
La Alexela KML (Korvpalli Meistriliiga) es la máxima competición de baloncesto de Estonia. Fue fundada en 1925 con el nombre de Meistriliiga, cambiando su nombre al actual en 2004.
El primer torneo del Campeonato de Baloncesto de Estonia se celebró en 1925. Durante la ocupación soviética (1941-91), la liga fue llamada Campeonato de Estonia de la República Soviética Socialista. La liga fue nombrada Korvpalli Meistriliiga (KML) en 1992 después de que Estonia recuperó su independencia.
La liga KML, que se juega bajo las reglas FIBA, actualmente consta de 9 equipos. Desde 2013, Alexela, una empresa de energía de Estonia, ha sido el principal patrocinador de la liga KML.

## Equipos 2018-2019
| Equipo                     | Ciudad  | Arena                           | Capacidad |
| -------------------------- | ------- | ------------------------------- | --------- |
| G4S Noorteliiga            | Tallinn | Audentes Sports Centre          | 1030      |
| Kalev/Cramo                | Tallinn | Kalev Sports Hall               | 1870      |
| Kalev/Cramo                | Tallinn | Saku Suurhall                   | 7200      |
| Port of Pärnu              | Pärnu   | Pärnu Sports Hall               | 1820      |
| AVIS UTILITAS Rapla        | Rapla   | Sadolin Sports Hall             | 818       |
| Tallinna Kalev/TLÜ         | Tallinn | Kalev Sports Hall               | 1870      |
| TTÜ                        | Tallinn | TTÜ Sports Hall                 | 1000      |
| University of Tartu        | Tartu   | University of Tartu Sports Hall | 1650      |
| Valga-Valka/Maks & Moorits | Valga   | Valga Sports Hall               | 561       |

## Historial de los equipos en la KML
|      | Equipo                   | Localización | Debut en la KML |
| Pos. | Kalev/Cramo              | Tallinn      | 1998-99         |
| Pos. | Tartu Ülikool/Rock       | Tartu        | 1991-92         |
| Pos. | Rakvere Tarvas           | Rakvere      | 2006-07         |
| Pos. | Tallinna Kalev           | Tallinn      | 2002-03         |
| Pos. | TTÜ KK                   | Tallinn      | 2006-07         |
| Pos. | KK Pärnu                 | Pärnu        | 2006-07         |
| Pos. | TYCO Rapla               | Rapla        | 2010-11         |
| Pos. | Valga/Maks&Moorits       | Valga        | 2006-07         |
| Pos. | KK HITO                  | Jõhvi        | 2012-13         |
| Pos. | Audentes / Noortekoondis | Tallinn      | 2005-06         |
| Pos. | BC Tartu Fausto          | Tartu        | 2006-07         |
| Pos. | Võru Korvpalliklubi      | Võru         | 2010-11         |
| Pos. | Kuremaa SK               | Kuremaa      | 2008-09         |

|      | Temporadas Korvpalli Meistriliiga | Temporadas Korvpalli Meistriliiga | Temporadas Korvpalli Meistriliiga | Temporadas Korvpalli Meistriliiga | Temporadas Korvpalli Meistriliiga | Temporadas Korvpalli Meistriliiga | Temporadas Korvpalli Meistriliiga | Temporadas Korvpalli Meistriliiga | Temporadas Korvpalli Meistriliiga | Temporadas Korvpalli Meistriliiga | Temporadas Korvpalli Meistriliiga | Temporadas Korvpalli Meistriliiga | Temporadas Korvpalli Meistriliiga | Temporadas Korvpalli Meistriliiga | Temporadas Korvpalli Meistriliiga | Temporadas Korvpalli Meistriliiga | Temporadas Korvpalli Meistriliiga | Temporadas Korvpalli Meistriliiga | Temporadas Korvpalli Meistriliiga | Temporadas Korvpalli Meistriliiga | Temporadas Korvpalli Meistriliiga | Temporadas Korvpalli Meistriliiga | Temporadas Korvpalli Meistriliiga | Temporadas Korvpalli Meistriliiga |
| Pos. | 92                                | 93                                | 94                                | 95                                | 96                                | 97                                | 98                                | 99                                | 00                                | 01                                | 02                                | 03                                | 04                                | 05                                | 06                                | 07                                | 08                                | 09                                | 10                                | 11                                | 12                                | 13                                | 14                                | 15                                |
| ---- | --------------------------------- | --------------------------------- | --------------------------------- | --------------------------------- | --------------------------------- | --------------------------------- | --------------------------------- | --------------------------------- | --------------------------------- | --------------------------------- | --------------------------------- | --------------------------------- | --------------------------------- | --------------------------------- | --------------------------------- | --------------------------------- | --------------------------------- | --------------------------------- | --------------------------------- | --------------------------------- | --------------------------------- | --------------------------------- | --------------------------------- | --------------------------------- |
| 1    |                                   |                                   |                                   |                                   |                                   |                                   |                                   |                                   | 1                                 | 1                                 |                                   |                                   | 1                                 | 1                                 | 1                                 | 1                                 | 1                                 | 1                                 | 1                                 | 1                                 | 1                                 | 1                                 | 1                                 | 1                                 |
| 2    |                                   |                                   |                                   |                                   | 2                                 |                                   |                                   |                                   |                                   |                                   | 2                                 |                                   |                                   | 2                                 | 2                                 | 2                                 | 2                                 | 2                                 | 2                                 | 2                                 | 2                                 | 2                                 | 2                                 | 2                                 |
| 3    |                                   |                                   |                                   |                                   |                                   | 3                                 | 3                                 |                                   |                                   |                                   |                                   | 3                                 |                                   |                                   |                                   | 3                                 | 3                                 | 3                                 | 3                                 | 3                                 | 3                                 | 3                                 | 3                                 | 3                                 |
| 4    |                                   |                                   | 4                                 |                                   |                                   |                                   |                                   | 4                                 |                                   |                                   |                                   |                                   | 4                                 | 4                                 | 4                                 |                                   | 4                                 | 4                                 | 4                                 | 4                                 | 4                                 | 4                                 | 4                                 | 4                                 |
| 5    |                                   | 5                                 |                                   | 5                                 |                                   |                                   |                                   |                                   |                                   |                                   |                                   | 5                                 | 5                                 |                                   |                                   | 5                                 |                                   | 5                                 | 5                                 | 5                                 | 5                                 | 5                                 | 5                                 | 5                                 |
| 6    |                                   |                                   |                                   |                                   |                                   |                                   |                                   | 6                                 |                                   |                                   | 6                                 |                                   |                                   |                                   |                                   | 6                                 | 6                                 | 6                                 | 6                                 | 6                                 | 6                                 | 6                                 | 6                                 | 6                                 |
| 7    |                                   |                                   |                                   |                                   |                                   |                                   |                                   |                                   | 7                                 | 7                                 |                                   | 7                                 |                                   |                                   | 7                                 |                                   | 7                                 | 7                                 | 7                                 | 7                                 | 7                                 | 7                                 | 7                                 | 7                                 |
| 8    | 8                                 |                                   |                                   |                                   |                                   |                                   |                                   |                                   |                                   |                                   |                                   |                                   |                                   |                                   |                                   | 8                                 |                                   | 8                                 | 8                                 | 8                                 | 8                                 | 8                                 | 8                                 | 8                                 |
| 9    |                                   |                                   |                                   |                                   |                                   |                                   |                                   |                                   |                                   |                                   |                                   |                                   |                                   |                                   |                                   | 9                                 | 9                                 |                                   |                                   | 9                                 |                                   | 9                                 | 9                                 | 9                                 |
| 10   |                                   |                                   |                                   |                                   |                                   |                                   |                                   |                                   |                                   |                                   |                                   |                                   |                                   |                                   |                                   | 10                                | 10                                |                                   |                                   |                                   |                                   |                                   |                                   |                                   |
| 11   |                                   |                                   |                                   |                                   |                                   |                                   |                                   |                                   |                                   |                                   |                                   |                                   |                                   |                                   |                                   |                                   |                                   |                                   |                                   |                                   |                                   |                                   |                                   |                                   |
| 12   |                                   |                                   |                                   |                                   |                                   |                                   |                                   |                                   |                                   |                                   |                                   |                                   |                                   |                                   |                                   |                                   |                                   |                                   |                                   |                                   |                                   |                                   |                                   |                                   |

## Finales
| Temporada | Campeón             | Resultado | Finalista                   | Entrenador del campeón | MVP Final         |
| --------- | ------------------- | --------- | --------------------------- | ---------------------- | ----------------- |
| 2020-21   | BC Kalev/Cramo      | 3-1       | KK Pärnu                    | Roberts Štelmahers     | Chavaughn Lewis   |
| 2018-19   | BC Kalev/Cramo      | 3-0       | BC Tallinna Kalev           | Donaldas Kairys        | Branko Mirković   |
| 2017-18   | BC Kalev/Cramo      | 4-0       | Tartu Ülikool/Rock          | Donaldas Kairys        | Kristjan Kangur   |
| 2016-17   | BC Kalev/Cramo      | 4-0       | Rapla KK                    | Alar Varrak            | Branko Mirković   |
| 2015-16   | BC Kalev/Cramo      | 4-1       | Tartu Ülikool/Rock          | Alar Varrak            | Rolands Freimanis |
| 2014-15   | Tartu Ülikool/Rock  | 4-1       | BC Kalev/Cramo              | Gert Kullamae          | Tanel Kurbas      |
| 2013-14   | BC Kalev/Cramo      | 4-0       | Tartu Ülikool/Rock          | Alar Varrak            | Vlad Moldoveanu   |
| 2012-13   | BC Kalev/Cramo      | 4-0       | Tartu Ülikool/Rock          | Alar Varrak            | Tanel Sokk        |
| 2011-12   | BC Kalev/Cramo      | 4-0       | Tartu Ülikool/Rock          | Aivar Kuusmaa          | Tanel Sokk        |
| 2010-11   | BC Kalev/Cramo      | 4-0       | Tartu Ülikool/Rock          | Aivar Kuusmaa          | Armands Šķēle     |
| 2009-10   | Tartu Ülikool/Rock  | 4-2       | BC Rakvere Tarvas           | Indrek Visnapuu        | Janar Talts       |
| 2008-09   | BC Kalev/Cramo      | 4-2       | Tartu Ülikool/Rock          | Nenad Vučinić          | Kristjan Kangur   |
| 2007-08   | Tartu Ülikool/Rock  | 4-0       | BC Kalev/Cramo              | Üllar Kerde            | Brian Cusworth    |
| 2006-07   | Tartu Ülikool/Rock  | 4-2       | BC Kalev/Cramo              | Algridas Brazys        | Tanel Tein        |
| 2005-06   | BC Kalev/Cramo      | 4-3       | Tartu Ülikool/Rock          | Aivar Kuusmaa          | James Williams    |
| 2004-05   | Ehitustööriist      | 4-3       | Tartu Ülikool/Rock          | Allan Dorbek           | Howard Frier      |
| 2003-04   | Tartu Ülikool/Rock  | 4-2       | EBS/Nybit                   | Tõnu Lust              | Rauno Pehka       |
| 2002-03   | Tallinna Kalev      | 4-2       | TTÜ/A. Le Coq               | Andres Sõber           |                   |
| 2001-02   | Tallinna Kalev      | 3-2       | Tartu Rock                  | Üllar Kerde            |                   |
| 2000-01   | Tartu Ülikool-Delta | 3-0       | Tallinna Ülikoolid-A.Le Coq | Jüri Neissaar          | Tanel Tein        |
| 1999-00   | Tartu Ülikool-Delta | 3-0       | BC Kalev                    | Teet Laur              | Tanel Tein        |
| 1998-99   | BC Tallinn          | 3-0       | Nybit                       | Üllar Kerde            |                   |
| 1997-98   | BC Kalev            | 3-1       | BC Tallinn                  | Maarten Van Gent       |                   |
| 1996-97   | BC Tallinn          | 3-1       | Baltika                     | Üllar Kerde            |                   |
| 1995-96   | BC Kalev            | 3-0       | KK Tartu                    | Jaak Salumets          |                   |
| 1994-95   | BC Kalev/Auma       | 3-1       | BC Tallinn                  | Jaak Salumets          |                   |
| 1993-94   | Asto                | 2-1       | Baltika                     | Jaanus Levkoi          |                   |
| 1992-93   | BC Rafter/Kalev     | 2-0       | Asto                        | Riho Soonik            |                   |
| 1991-92   | KK Kalev            | 2-0       | Asto                        | Jaanus Levkoi          |                   |

## Historial
- 1925 a 1940: Campeonato de Baloncesto de Estonia
- 1941 a 1990–91: Campeonato de Estonia de la República Soviética Socialista
- 1991–92-presente: Korvpalli Meistriliiga

| Temporada | Equipo                   |
| --------- | ------------------------ |
| 1925      | Tallinna Sport           |
| 1926      | No se jugó               |
| 1927      | Tallinna Kalev           |
| 1928      | Tallinna Vitjaz          |
| 1929      | Tallinna Russ            |
| 1930      | Tallinna Kalev           |
| 1931      | Tallinna Kalev           |
| 1932      | Tallinna Russ            |
| 1933      | Tallinna Russ            |
| 1934      | Tartu NMKÜ               |
| 1935      | Tallinna NMKÜ            |
| 1936      | Tartu NMKÜ               |
| 1937      | Tartu NMKÜ               |
| 1938      | Tartu EASK               |
| 1939      | Tartu EASK               |
| 1940      | Tartu EASK               |
| 1941      | Tallinna Dünamo          |
| 1942      | No se jugó               |
| 1943      | Tallinna Kalev           |
| 1944      | Verano: Tartu Kalev      |
| 1944      | Invierno: Tallinna Kalev |
| 1945      | Tallinna Kalev           |
| 1946      | Tallinna Kalev           |
| 1947      | Tallinna Kalev           |

| Temporada | Equipo         |
| --------- | -------------- |
| 1948      | Tartu ÜSK      |
| 1949      | Tartu ÜSK      |
| 1950      | Tartu ÜSK      |
| 1951      | Tartu ÜSK      |
| 1952      | Tartu ÜSK      |
| 1953      | Tallinna Kalev |
| 1954      | Tallinna Kalev |
| 1955      | Tallinna Kalev |
| 1956      | TRÜ            |
| 1957      | EPA            |
| 1958      | TRÜ            |
| 1959      | TRÜ            |
| 1960      | EPA            |
| 1961      | TPI            |
| 1962      | TPI            |
| 1963      | TPI            |
| 1964      | TPI            |
| 1965      | TPI            |
| 1966      | TPI            |
| 1967      | Tallinna Kalev |
| 1968      | Tallinna Kalev |
| 1969      | TRÜ            |
| 1970      | TRÜ            |
| 1971      | Tallinna Kalev |

| Temporada | Equipo               |
| --------- | -------------------- |
| 1972      | TRÜ                  |
| 1973      | TRÜ                  |
| 1974      | Harju KEK            |
| 1975      | TRÜ                  |
| 1976      | TRÜ                  |
| 1977      | TRÜ                  |
| 1977–78   | TRÜ                  |
| 1978–79   | Harju KEK            |
| 1980      | Tallinna Standard    |
| 1981      | Tallinna Metallist   |
| 1981–82   | Tallinna Standard    |
| 1982–83   | Tallinna Standard    |
| 1983–84   | TPI                  |
| 1984–85   | TPI                  |
| 1985–86   | Tallinna Standard    |
| 1986–87   | Tallinna Standard    |
| 1987–88   | Tallinna Standard    |
| 1988–89   | Tallinna Standard    |
| 1989–90   | Tallinna Standard    |
| 1990–91   | Tallinna Asto        |
| 1991–92   | BC Kalev             |
| 1992–93   | Rafter-Kalev         |
| 1993–94   | Tallinna Asto-Basket |
| 1994–95   | BC Kalev/AUMa        |

| Temporada | Equipo              |
| --------- | ------------------- |
| 1995–96   | BC Kalev            |
| 1996–97   | BC Tallinn          |
| 1997–98   | BC Kalev            |
| 1998–99   | BC Tallinn          |
| 1999–00   | Tartu Ülikool-Delta |
| 2000–01   | Tartu Ülikool-Delta |
| 2001–02   | Tallinna Kalev      |
| 2002–03   | Tallinna Kalev      |
| 2003–04   | Tartu Ülikool/Rock  |
| 2004–05   | Ehitustööriist      |
| 2005–06   | BC Kalev/Cramo      |
| 2006–07   | Tartu Ülikool/Rock  |
| 2007–08   | Tartu Ülikool/Rock  |
| 2008–09   | BC Kalev/Cramo      |
| 2009–10   | Tartu Ülikool/Rock  |
| 2010–11   | BC Kalev/Cramo      |
| 2011–12   | BC Kalev/Cramo      |
| 2012–13   | BC Kalev/Cramo      |
| 2013–14   | BC Kalev/Cramo      |
| 2014-15   | Tartu Ülikool/Rock  |
| 2015–16   | BC Kalev/Cramo      |
| 2016–17   | BC Kalev/Cramo      |
| 2017–18   | BC Kalev/Cramo      |
| 2018–19   | BC Kalev/Cramo      |
| 2020–21   | BC Kalev/Cramo      |
| 2021–22   | KK Pärnu            |
| 2022–23   | BC Kalev/Cramo      |
| 2023–24   | BC Kalev/Cramo      |

### Títulos por Club
| Club                          | Campeonatos | Años |
| ----------------------------- | ----------- | --- |
| Tartu Ülikool/Rock            | 26          | 1938, 1939, 1940, 1948, 1949, 1950, 1951, 1952, 1956, 1958, 1959, 1969, 1970, 1972, 1973, 1975, 1976, 1977, 1978, 2000, 2001, 2004, 2007, 2008, 2010, 2015 |
| Tallinna Kalev                | 18          | 1927, 1930, 1931, 1942, 1944 (w)‡, 1945, 1946, 1947, 1967, 1968, 1971, 1992, 1993, 1995, 1996, 1998, 2002, 2003                                            |
| BC Kalev/Cramo                | 14          | 2005, 2006, 2009, 2011, 2012, 2013, 2014, 2016, 2017, 2018, 2019, 2021, 2023, 2024                                                                         |
| TPI                           | 8           | 1961, 1962, 1963, 1964, 1965, 1966, 1984, 1985 |
| Tallinna Standard             | 8           | 1980, 1982, 1983, 1986, 1987, 1988, 1989, 1990 |
| Tallinna Vitjaz/Tallinna Russ | 4           | 1928, 1929, 1932, 1933 |
| BC Tallinn                    | 4           | 1991, 1994, 1997, 1999 |
| Tartu NMKÜ                    | 3           | 1934, 1936, 1937 |
| EPA                           | 2           | 1957, 1960 |
| Harju KEK                     | 2           | 1974, 1979 |
| Tallinna Sport                | 1           | 1925 |
| Tallinna NMKÜ                 | 1           | 1935 |
| Tallinna Dünamo               | 1           | 1941 |
| Tartu Kalev                   | 1           | 1944 (s)‡ |
| Tallinna Metallist            | 1           | 1981 |
| Pärnu Sadam                   | 1           | 2022 |

## Premios

### MVP Liga
| Temporada | Jugador           | Equipo              |
| --------- | ----------------- | ------------------- |
| 1996–97   | –                 | –                   |
| 1997–98   | Gert Kullamäe     | Tallinna Kalev      |
| 1998–99   | Aivar Kuusmaa     | BC Tallinn          |
| 1999–00   | Gert Kullamäe     | Tallinna Kalev      |
| 2000–01   | Tanel Tein        | Tartu Ülikool-Delta |
| 2001–02   | Tanel Tein        | Tartu Ülikool/Rock  |
| 2002–03   | Aivar Kuusmaa     | TTÜ/A. Le Coq       |
| 2003–04   | Augenijus Vaškys  | Tartu Ülikool/Rock  |
| 2004–05   | Howard Frier      | Ehitustööriist      |
| 2005–06   | Tanel Tein        | Tartu Ülikool/Rock  |
| 2006–07   | Travis Reed       | BC Kalev/Cramo      |
| 2007–08   | Brian Cusworth    | Tartu Ülikool/Rock  |
| 2008–09   | Giorgi Tsintsadze | Tartu Ülikool/Rock  |
| 2009–10   | Valmo Kriisa      | BC Rakvere Tarvas   |
| 2010–11   | Bambale Osby      | TTÜ/Kalev           |
| 2011–12   | Kaspars Cipruss   | BC Rakvere Tarvas   |
| 2012–13   | Gary Wilkinson    | BC Kalev/Cramo      |
| 2013–14   | Vlad Moldoveanu   | BC Kalev/Cramo      |
| 2014–15   | Janar Talts       | Tartu Ülikool/Rock  |

### Mejor Jugador Joven
| Temporada | Jugador          | Equipo                  |
| --------- | ---------------- | ----------------------- |
| 1996–97   | –                | –                       |
| 1997–98   | Tanel Tein       | SK Polaris              |
| 1998–99   | –                | –                       |
| 1999–00   | –                | –                       |
| 2000–01   | Veljo Vares      | Tartu Ülikool-Delta     |
| 2001–02   | Erik Dorbek      | Tallinna Kalev          |
| 2002–03   | Tanel Sokk       | Nybit                   |
| 2003–04   | Kristo Saage     | KK Rakvere              |
| 2004–05   | Gert Dorbek      | Tallinna Kalev          |
| 2005–06   | Sten-Timmu Sokk  | Dalkia/Nybit            |
| 2006–07   | Sten-Timmu Sokk  | Dalkia/Nybit            |
| 2007–08   | Sten-Timmu Sokk  | Triobet/Dalkia          |
| 2008–09   | Jaan Puidet      | Kuremaa SK              |
| 2009–10   | Rain Veideman    | BC Rakvere Tarvas       |
| 2010–11   | Rain Veideman    | Tartu Ülikool/Rock      |
| 2011–12   | Rait-Riivo Laane | Piimameister Otto/Rapla |
| 2012–13   | Rait-Riivo Laane | TYCO Rapla              |
| 2013–14   | Sander Saare     | BC Rakvere Tarvas       |
| 2014–15   | Siim-Markus Post | Audentes/Noortekoondis  |
| 2015–16   | Norman Käbin     | KK Pärnu                |
| 2016–17   | Siim-Markus Post | BC Rakvere Tarvas       |
| 2017–18   | Matthias Tass    | TTÜ KK                  |

### Entrenador del Año
| Temporada | Entrenador         | Equipo              |
| --------- | ------------------ | ------------------- |
| 1996–97   | Üllar Kerde        | BC Tallinn          |
| 1997–98   | Maarten Van Gent   | Tallinna Kalev      |
| 1998–99   | Üllar Kerde        | BC Tallinn          |
| 1999–00   | –                  | –                   |
| 2000–01   | Jüri Neissaar      | Tartu Ülikool-Delta |
| 2001–02   | –                  | –                   |
| 2002–03   | Andres Sõber       | Tallinna Kalev      |
| 2003–04   | Tõnu Lust          | Tartu Ülikool/Rock  |
| 2004–05   | Allan Dorbek       | Ehitustööriist      |
| 2005–06   | Aivar Kuusmaa      | BC Kalev/Cramo      |
| 2006–07   | Veselin Matić      | BC Kalev/Cramo      |
| 2007–08   | Üllar Kerde        | Tartu Ülikool/Rock  |
| 2008–09   | Nenad Vučinić      | BC Kalev/Cramo      |
| 2009–10   | Andres Sõber       | BC Rakvere Tarvas   |
| 2010–11   | Aivar Kuusmaa      | BC Kalev/Cramo      |
| 2011–12   | Aivar Kuusmaa      | BC Kalev/Cramo      |
| 2012–13   | Alar Varrak        | BC Kalev/Cramo      |
| 2013–14   | Alar Varrak        | BC Kalev/Cramo      |
| 2014–15   | Gert Kullamäe      | Tartu Ülikool/Rock  |
| 2015–16   | Alar Varrak        | BC Kalev/Cramo      |
| 2016–17   | Aivar Kuusmaa      | Rapla KK            |
| 2017–18   | Donaldas Kairys    | BC Kalev/Cramo      |
| 2018–19   | Donaldas Kairys    | BC Kalev/Cramo      |
| 2020–21   | Roberts Štelmahers | BC Kalev/Cramo      |

### Jugador Defensivo del Año
| Temporada | Jugador           | Equipo             |
| --------- | ----------------- | ------------------ |
| 1996–97   | –                 | –                  |
| 1997–98   | –                 | –                  |
| 1998–99   | –                 | –                  |
| 1999–00   | –                 | –                  |
| 2000–01   | –                 | –                  |
| 2001–02   | –                 | –                  |
| 2002–03   | –                 | –                  |
| 2003–04   | Indrek Reinbok    | Pirita TOP Spa     |
| 2004–05   | –                 | –                  |
| 2005–06   | Martin Viiask     | Tartu Ülikool/Rock |
| 2006–07   | Valmo Kriisa      | BC Kalev/Cramo     |
| 2007–08   | Janar Talts       | Tartu Ülikool/Rock |
| 2008–09   | John Linehan      | BC Kalev/Cramo     |
| 2009–10   | Gregor Arbet      | BC Kalev/Cramo     |
| 2010–11   | Callistus Eziukwu | Tartu Ülikool/Rock |
| 2011–12   | Bamba Fall        | BC Kalev/Cramo     |
| 2012–13   | Martin Dorbek     | TYCO Rapla         |
| 2013–14   | Gregor Arbet      | BC Kalev/Cramo     |
| 2014–15   | Janar Talts       | Tartu Ülikool/Rock |
| 2015–16   | Janar Talts       | Tartu Ülikool/Rock |
| 2016–17   | Mihkel Kirves     | KK Pärnu           |
| 2017–18   | Mihkel Kirves     | KK Pärnu           |

## Jugadores destacados
| Estonia - Gregor Arbet - Heino Enden - Mart Laga - Valmo Kriisa - Anatoli Krikun - Ilmar Kullam - Kristjan Kangur - Gert Kullamäe - Heino Kruus - Aivar Kuusmaa - Tonno Lepmets - Jaak Lipso - Joann Lõssov - Martin Müürsepp - Jaak Salumets - Tiit Sokk - Janar Talts - Aleksei Tammiste - Tanel Tein - Priit Tomson | Canadá: - Richard Elias Anderson Georgia: - Viktor Sanikidze - Giorgi Tsintsadze Letonia: - Kaspars Cipruss - Māris Ļaksa - Rinalds Sirsniņš - Armands Šķēle - Juris Umbraško - Raimonds Vaikulis - Ivars Timermanis Lituania: - Vilmantas Dilys - Giedrius Gustas - Augustas Pečiukevičius - Kęstutis Šeštokas - Darius Šilinskis - Augenijus Vaškys | Rumanía: - Vlad Moldoveanu Senegal: - Bamba Fall Estados Unidos: - Josh Akognon - Tanoka Beard - Brian Cusworth - Michael Dunigan - Frank Elegar - Nate Fox - Howard Frier - Keith Hill - Justin Ingram - Kurk Lee - John Linehan - Kevin Lyde - Keith McLeod - Curtis Millage - Travis Reed - Gary Wilkinson |